# Chion-in
Chion-in (知恩院?) es un templo budista ubicado en Higashiyama-ku, Kioto, Japón, y es sede del budismo Jōdo shū (Secta de la Tierra Pura) fundado por Hōnen (1133-1212). El complejo abarca el lugar donde Hōnen comenzó a predicar sus enseñanzas y el lugar donde falleció.

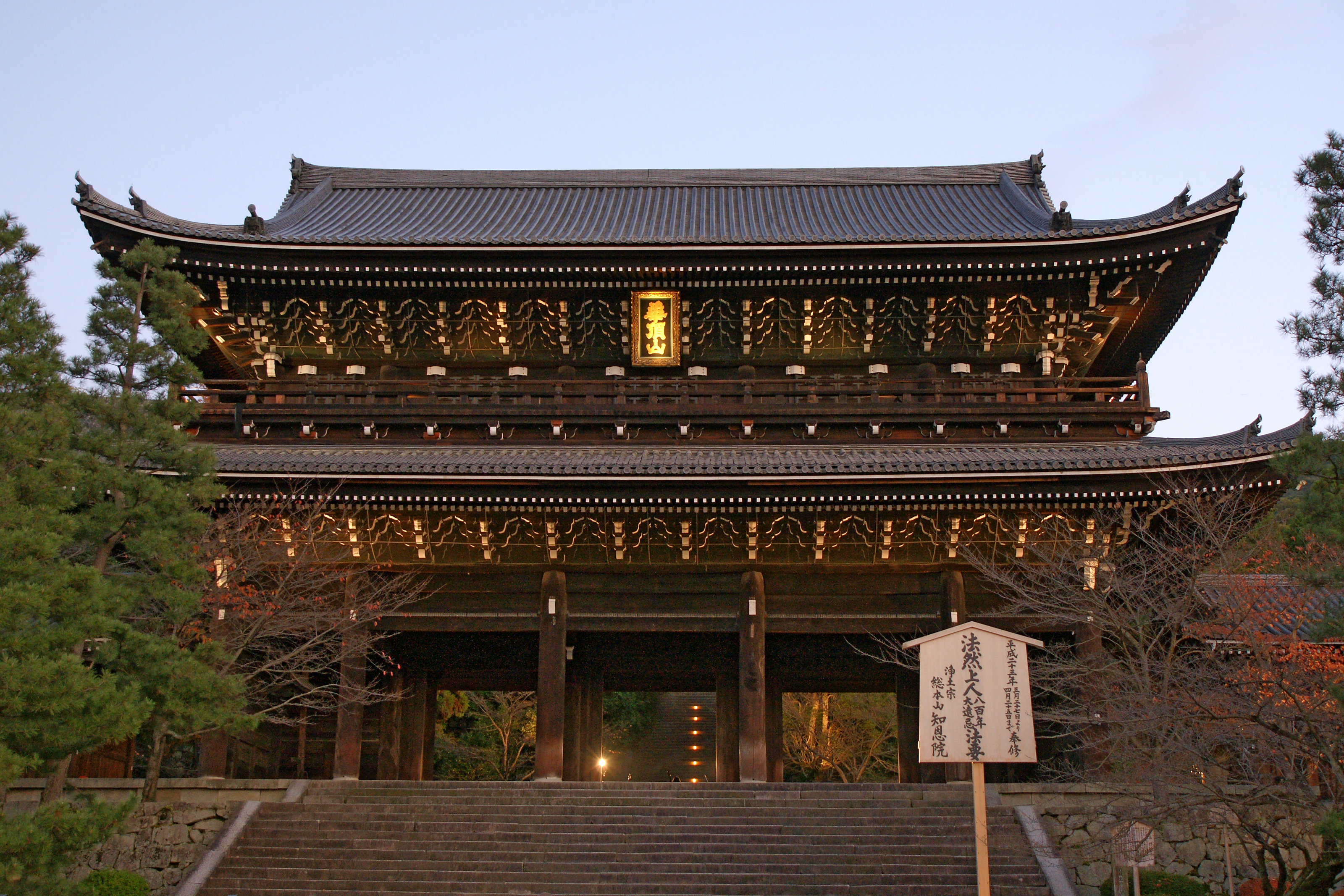
Puerta Sanmon del Chion-in (Tesoro Nacional de Japón).

El templo original fue construido en 1234 por Genchi, un discípulo de Hōnen, en memoria de su maestro y fue llamado Chion-in. Un incendio destruyó numerosos edificios en 1633, pero fueron reconstruidos por el tercer shogun Tokugawa Iemitsu, del cual sobrevive en la actualidad.
La colosal puerta principal, o Sanmon, fue construida en 1619 y es la estructura más grande de su tipo en Japón. Es considerado como un Tesoro Nacional de Japón.

## Galería

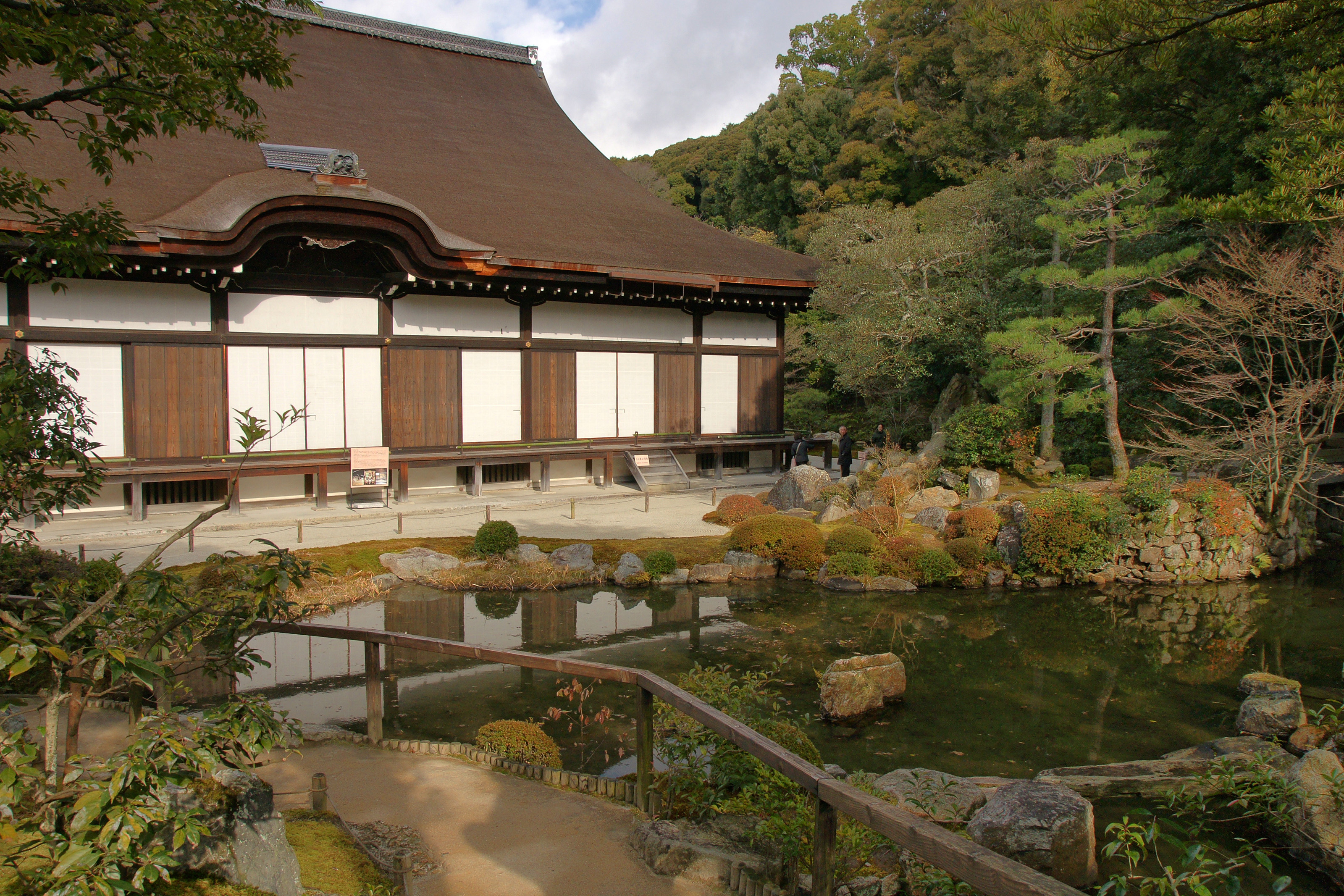
Ōhōjō
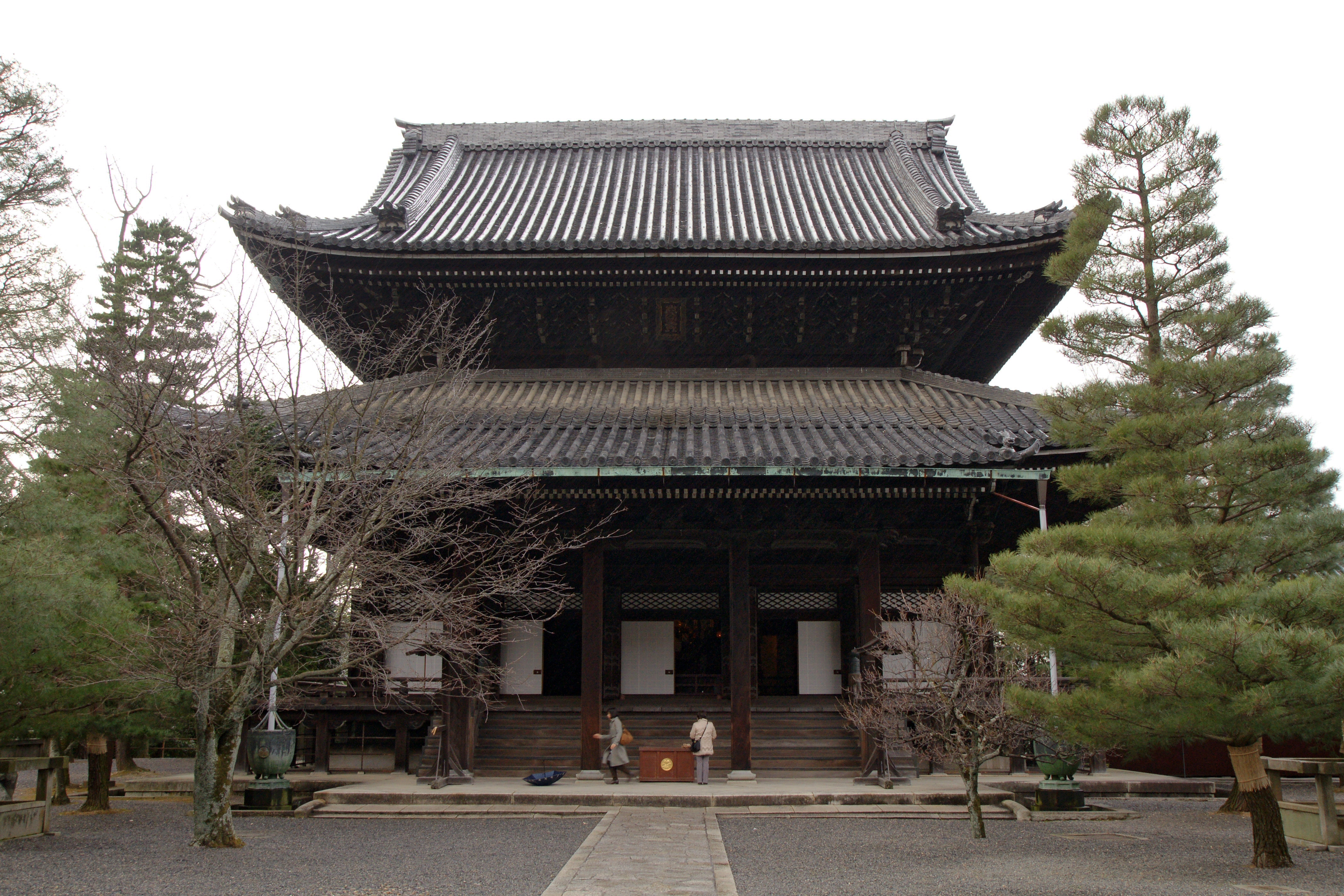
Amidado
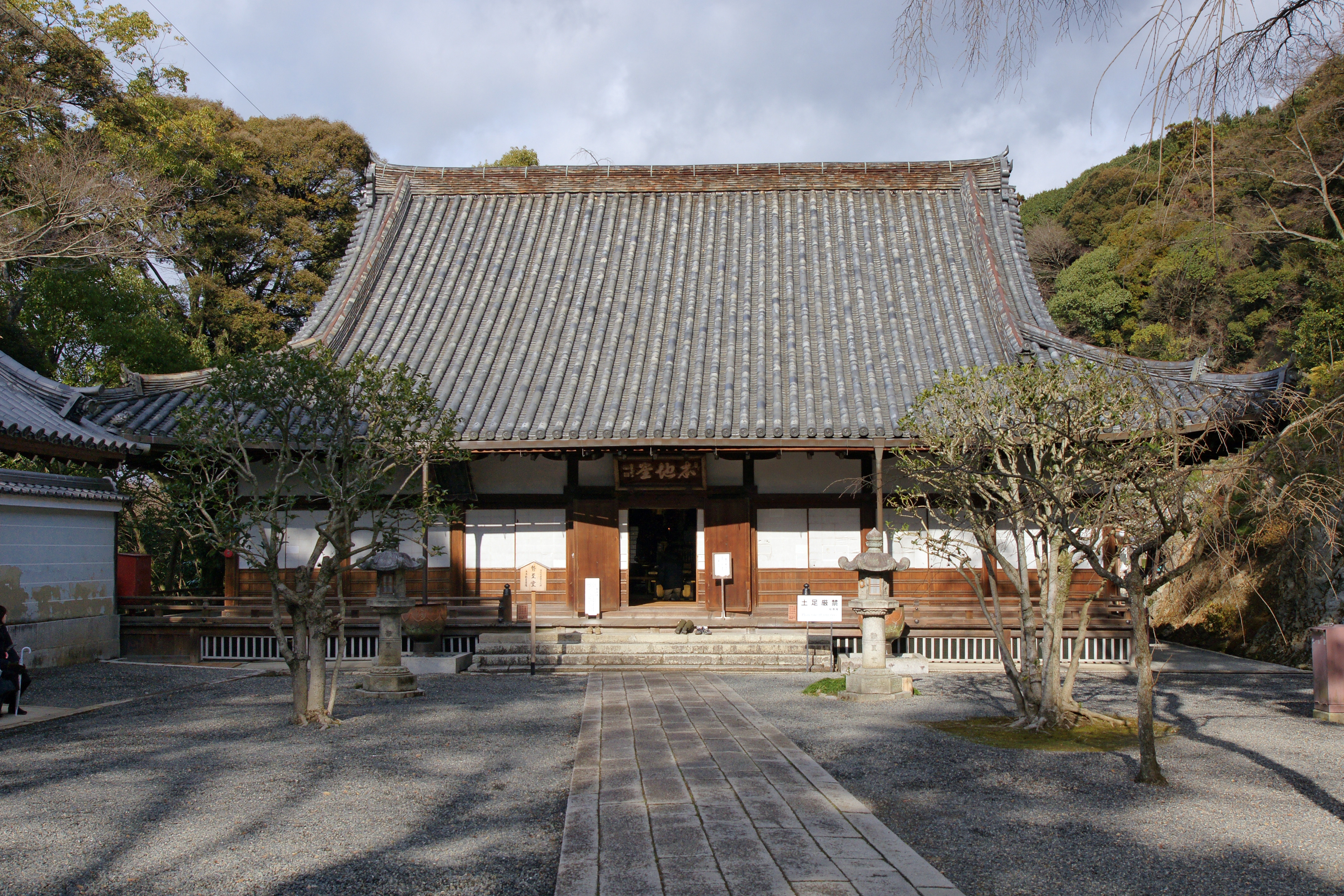
Seishido
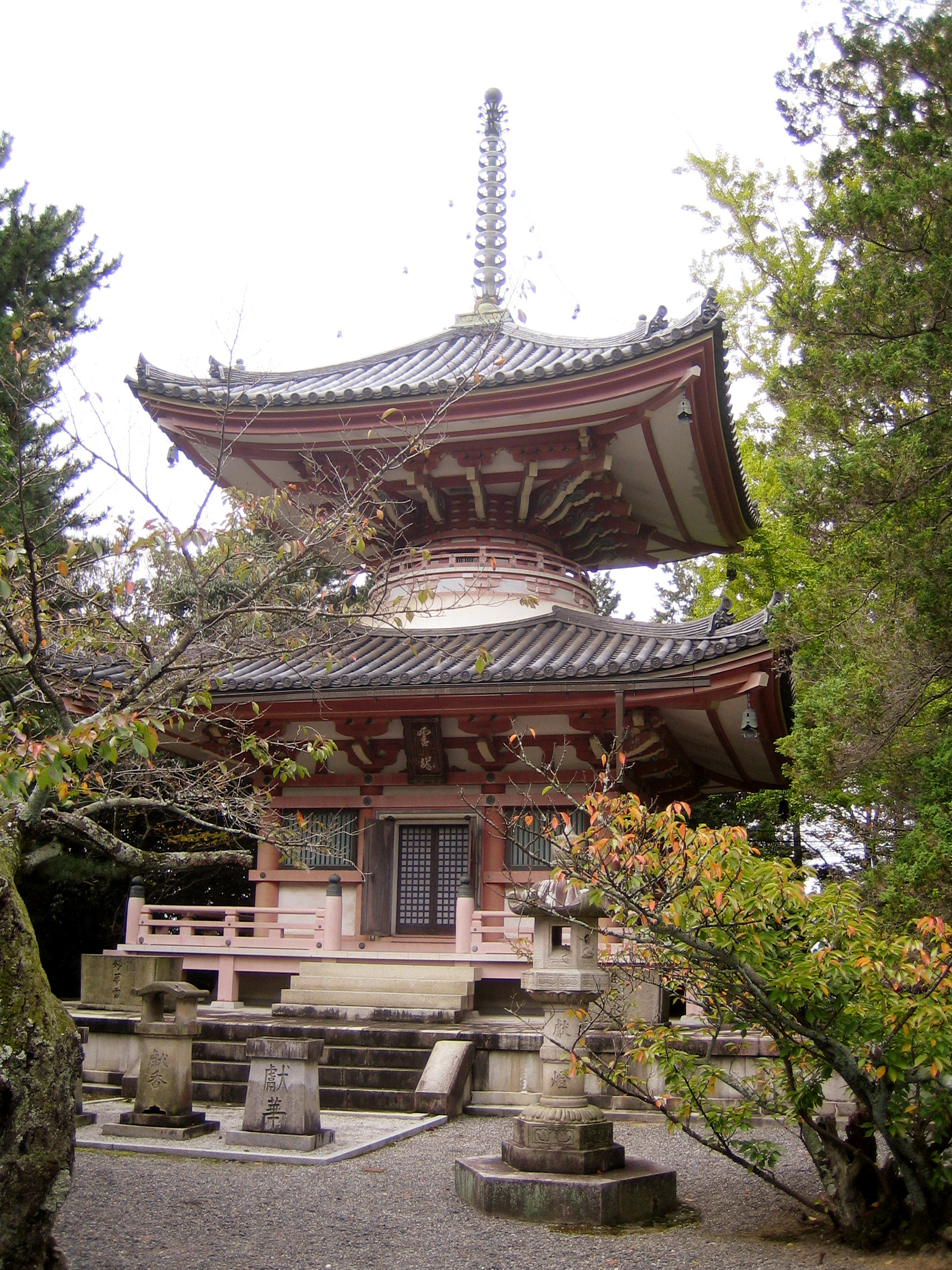
Tahoto (Pagoda)